# Nesocharis
Nesocharis és un gènere d'ocells de la família dels estríldids (Estrildidae). Es troben a l'Àfrica.

## Taxonomia i etimologia
El gènere Nesocharis va ser descrit el 1903 per l'antropòleg anglès Boyd Alexander amb l'estrilda capnegra com a espècie tipus.
Nesocharis és germà dels estrildas del gènere Coccopygia.
El nom Nesocharis és una combinació del grec antic nēsos, que significa illa, i kharis, bellesa.
Anteriorment, el gènere constava d'una tercera espècie (Nesocharis capistrata) però estudis de genètica mitocondrial van suggerir que aquesta espècie era més propera a Estrilda que a les congèneres quan anteriorment es classificava com a Nesocharis i es va desplaçar al nou gènere monotípic Delacourella.
Segons la Classificació del Congrés Ornitològic Internacional (versió 15.1, 2025) aquest gènere està format per tres espècies:
- Nesocharis shelleyi - estrilda capnegra.
- Nesocharis ansorgei - estrilda de collar.